# Holorusia umbrina
Holorusia umbrina is een tweevleugelige uit de familie langpootmuggen (Tipulidae). De soort komt voor in het Oriëntaals en Australaziatisch gebied.